# Panopsis metcalfii
Panopsis metcalfii är en tvåhjärtbladig växtart som beskrevs av Killip & Cuatrec.. Panopsis metcalfii ingår i släktet Panopsis och familjen Proteaceae. Inga underarter finns listade i Catalogue of Life.